# School of Rock (trilha sonora)
Escola de Rock é o álbum da trilha sonora do filme homônimo, estrelado por Jack Black. Foi lançado em 30 de setembro de 2003.
O diretor do filme, Richard Linklater, recrutou nos EUA talentos musicais de 13 anos de idade, para tocar o rock'n'roll que caracteriza a trilha sonora do filme, e ainda atuarem no enredo.
A trilha sonora foi indicada para o Grammy Awards de 2004 de Best Compilation Soundtrack Album for a Motion Picture, Television or Other Visual Media.
Faixas
- 1. "School of Rock" - School of Rock (4:14)
- 2. "Your Head and Your Mind and Your Brain" - Jack Black (0:36)
- 3. "Substitute" - The Who (3:47)
- 4. "Fight" - No Vacancy (2:35)
- 5. "Touch Me" - The Doors (3:10)
- 6. "I Pledge Allegiance to the Band..." - Jack Black (0:49)
- 7. "Sunshine of Your Love" - Cream (4:10)
- 8. "Immigrant Song" - Led Zeppelin (2:23)
- 9. "Set You Free" - The Black Keys (2:44)
- 10. "Edge of Seventeen" - Stevie Nicks (5:26)
- 11. "Heal Me, I'm Heartsick" - No Vacancy (4:46)
- 12. "Growing On Me" - The Darkness (3:29)
- 13. "Ballrooms of Mars" - T. Rex (4:08)
- 14. "Those Who Can't Do..." - Jack Black (0:41)
- 15. "My Brain Is Hanging Upside Down (Bonzo Goes to Bitburg)" - The Ramones (3:53)
- 16. "T.V. Eye" - Wylde Rattz, cover de Iggy and the Stooges (5:22)
- 17. "It's a Long Way to the Top (If You Wanna Rock 'n' Roll)" - School Of Rock, cover de AC/DC (5:51)

- As faixas de Jack Black são seleções de diálogos do filme.